# 신평역 (단천)
신평역(新坪驛)은 조선민주주의인민공화국 함경남도 단천시에 위치한 철도역이다. 1943년에 12월 4일에 개업되었다.